# OnlyOffice
OnlyOffice (Teamlab Office до 2014 года) — офисный пакет и экосистема приложений для совместной работы. Он включает в себя онлайн редакторы текстовых документов, электронных таблиц, презентаций, форм и PDF-файлов, а также платформу для совместной работы в помещении.
OnlyOffice поставляется как SaaS-решение или в виде пакета для развертывания в собственной сети. Доступ к системе осуществляется через онлайн-портал.

## Международные издания
Международные издания OnlyOffice в разных странах включают:
- CloudStor Online для совместной работы с документами AARNet, национальной исследовательской и образовательной сети Австралии, был основан на офисном пакете OnlyOffice.[2] CloudStor был закрыт AARNet в декабре 2023 года.[3]
- В Чехии OnlyOffice продается как часть решения IceWarp, чешской альтернативы M365 или GSuite.[4]
- Интеграция пакета OnlyOffice с Jalios JPlatform (Франция) позволяет пользователям создавать текстовые документы, электронные таблицы и презентации и работать над ними совместно в режиме онлайн с платформы Jalios.[5]
- Редакторы текстовых документов, презентаций и электронных таблиц в составе офисного пакета CryptPad (Франция), защищенного шифрованием — интеграция OnlyOffice.[6]
- OnlyOffice используется в ByCS (BayernCloud Schule), платформе для цифровой поддержки обучения в школе, запущенной в Баварии (Германия).[7]
- Компания Teppi Technology, японский разработчик систем обмена файлами и поиска, интегрировала OnlyOffice в корпоративную поисковую систему FileBlog.[8]
- Редакторы текстовых документов, электронных таблиц и презентаций OnlyOffice в России продаются как R7-Office.[9]
- Компания Infomaniak (Швейцария) интегрировала OnlyOffice в пакет kDrive под своим брендом, чтобы предоставить пользователям возможность редактировать офисные документы.[10]
- PDFFiller (США), предлагающий собственный редактор PDF-файлов OnlyOffice Documents.[11]

## Собственность
Владелец OnlyOffice компания Ascensio System SIA, расположенная в Латвии, была дочерней компанией российской компании «Новые коммуникационные технологии». Из-за экономических санкций ЕС, направленных против России, европейским организациям, использовавшим коммерческую версию OnlyOffice, было запрещено это делать.
В августе 2023 года OnlyOffice объявила о реструктуризации своей организации. Ascensio System SIA становилась 100-процентной собственностью британской компании Ascensio System Ltd, которая, в свою очередь, становилась 100-процентной собственностью OnlyOffice Capital Group Pte. Ltd, сингапурской холдинговой компании. Причина регистрации холдинговой компании заключалась в необходимости объединения всех существующих филиалов под брендом OnlyOffice. Бенефициары OnlyOffice Capital Group Pte. Ltd. внесены в реестр сингапурских компаний ACRA.

## Документы OnlyOffice
OnlyOffice включает в себя онлайн пакет редакторов OnlyOffice Docs, который состоит из:
- Редактора текстовых документов (инструменты форматирования и работы со стилями, объекты, оглавление, закладки, сравнение документов, слияние и другое).
- Редактор электронных таблиц (более 400 функций и формул, шаблоны таблиц, именованные диапазоны, диаграммы, уравнения, сводные таблицы, условное форматирование, макросы и другое).
- Редактор презентаций (инструменты форматирования, объекты, возможности работы со стилями, переходы, анимация, режим докладчика).
- Редактор PDF (текстовые примечания, выделение, подчеркивание, зачеркивание; комментарии, рисунки).
- Инструмент для создания и заполнения форм (различные заполняемые поля, расширенные возможности для полей, экспорт в PDF).

Редакторы позволяют осуществлять совместное редактирование в двух режимах — в режиме реального времени и в режиме блокировки абзацев. Средства коммуникации включают комментирование, чат, плагины Zoom, Jitsi и Rainbow для аудио и видеозвонков. Редакторы также предоставляют историю версий и функции отслеживания изменений.
Бета-версия предшественника OnlyOffice Docs, редактора документов Teamlab, была представлена на выставке CeBIT 2012 в Ганновере. Продукт был создан с использованием элемента HTML5 Canvas, который позволяет динамически и с помощью сценариев отрисовывать двумерные фигуры и растровые изображения.
Основными форматами, используемыми OnlyOffice Docs, являются OOXML (DOCX, XLSX, PPTX), DOCXF и OFORM. Другие поддерживаемые форматы (ODT, DOC, RTF, EPUB, MHT, HTML, HTM, ODS, XLS, CSV, ODP, PPT, DOTX, XLTX, POTX, OTT, OTS, OTP, XML, XPS, DjVu и PDF-A) обрабатываются с внутренним преобразованием в DOCX, XLSX или PPTX, если возможно редактирование.
Функциональность пакета может быть расширена с помощью плагинов (дополнительных приложений). Пользователи могут выбрать из существующего списка плагинов или создать собственные с помощью API. OnlyOffice Docs также поддерживает интеграцию через WOPI.

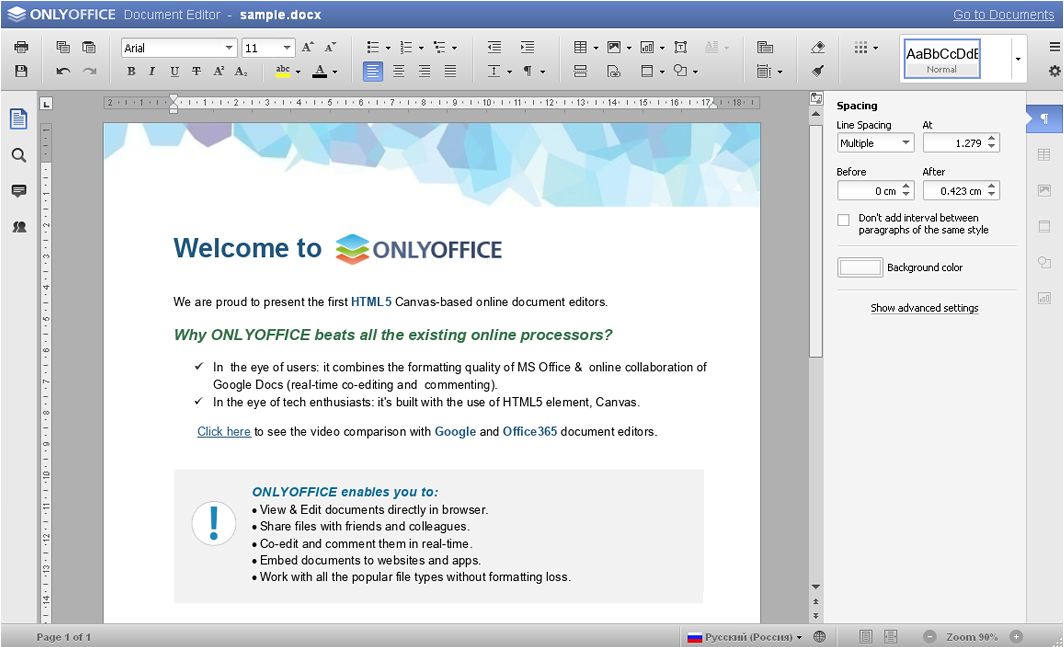
Онлайн редактор текстовых документов
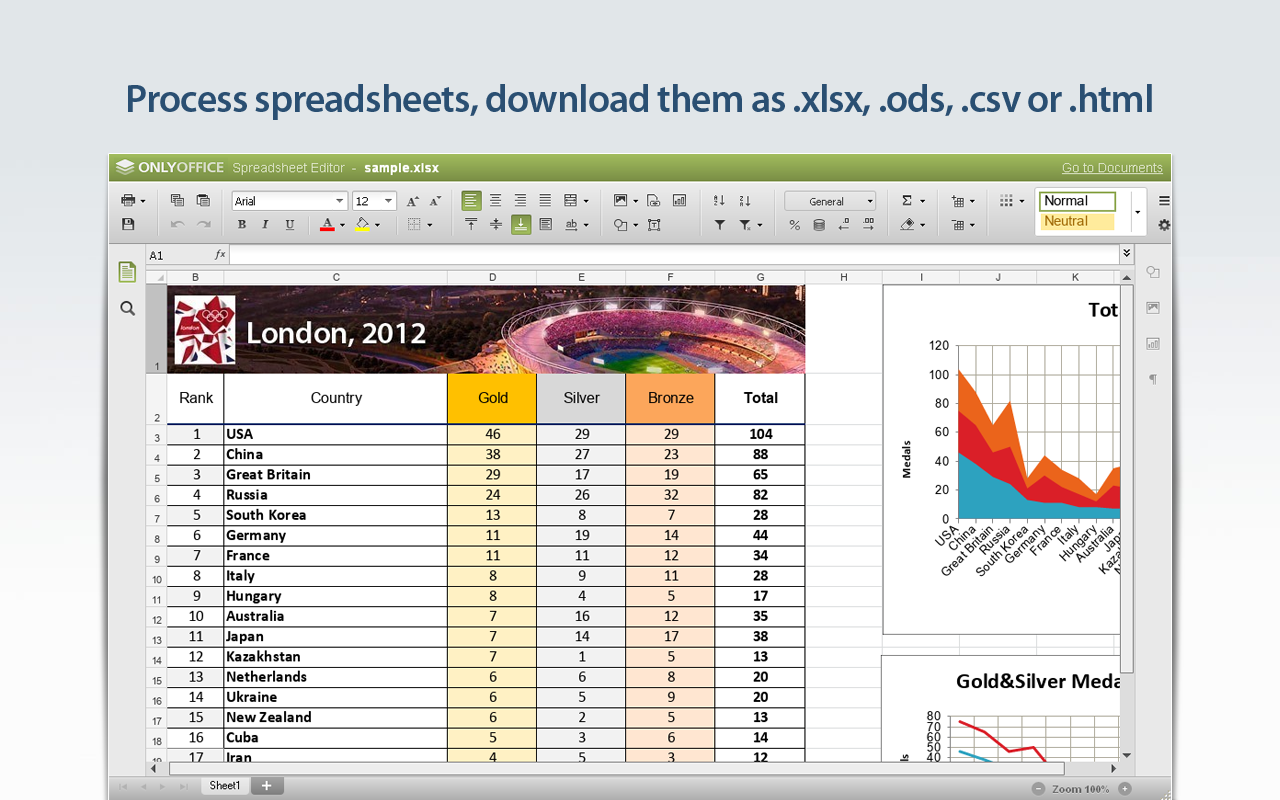
Онлайн редактор таблиц
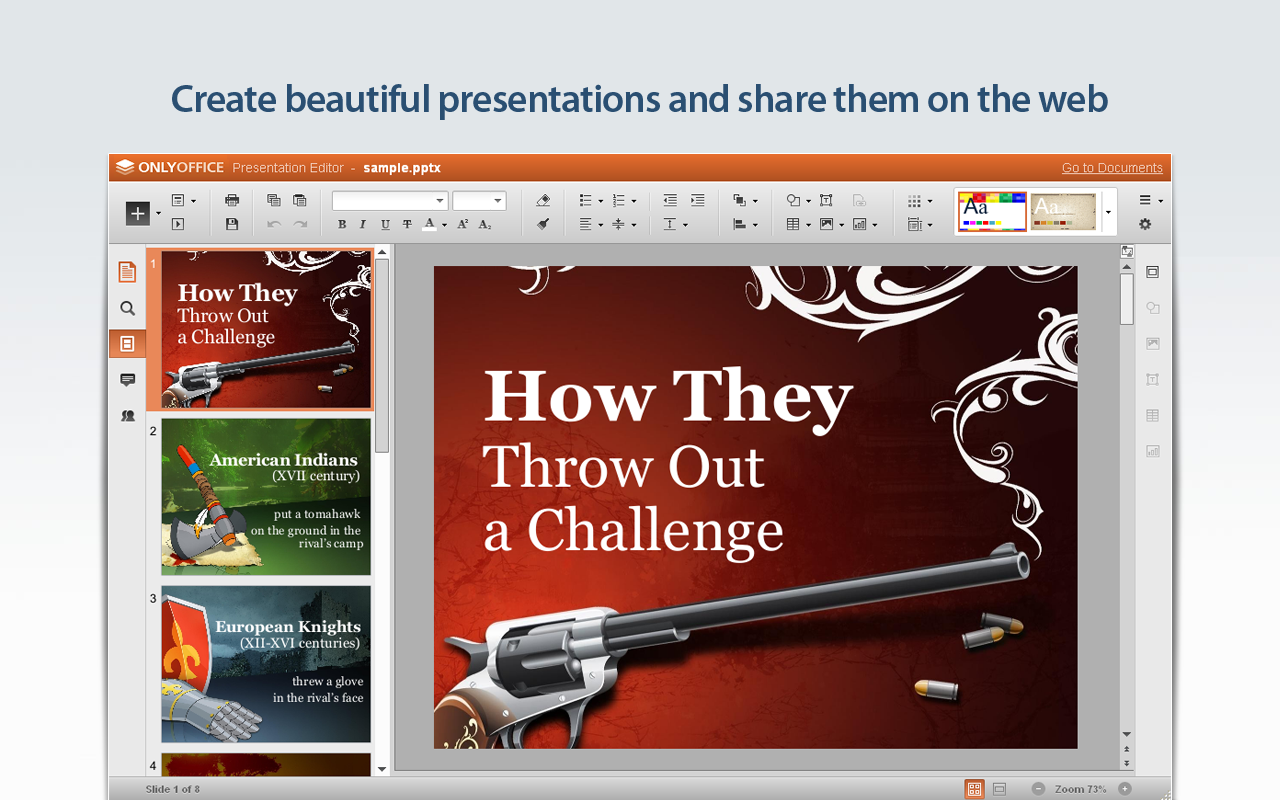
Онлайн редактор презентаций

## OnlyOffice Docspace
OnlyOffice DocSpace — это облачная платформа для совместной работы от OnlyOffice, которая сочетает в себе онлайн редакторы и рабочее пространство для обмена информацией на основе комнат.
Можно создавать комнаты разных типов:
- В комнатах для совместной работы пользователи имеют доступ ко всем инструментам редактирования в редакторах и могут свободно получить доступ к любому контенту.
- В публичных комнатах можно приглашать пользователей по внешним ссылкам, чтобы они могли просматривать файлы без регистрации, а также встраивать содержимое комнат в веб-интерфейсы.
- В пользовательских комнатах могут быть назначены следующие роли: администратор комнаты, опытный пользователь, посетитель, редактор, комментатор, рецензент и заполнитель форм, с соответствующим уровнем доступа к файлам в комнате.

Наряду с различными уровнями доступа администраторы DocSpace могут настроить параметры безопасности для контроля входа в систему и предотвращения утечки данных, включая такие опции, как МФА и Технология единого входа, доверенные почтовые домены и время существования сессии, ограничение IP-адресов и т. д.
OnlyOffice DocSpace предоставляет пользователям системные плагины, которые при активации позволяют использовать дополнительные возможности, такие как конвертирование файлов в PDF, конвертирование речи из аудио- и видео- в текст, создание диаграмм draw.io. Также возможно создание и подключение собственных плагинов.
Администраторы могут интегрировать DocSpace со сторонними сервисами, такими как Box, Dropbox, OneDrive, Amazon AWS S3, Google Storage и другими для хранения резервных копий; Google, Facebook, LinkedIn — для быстрого входа в DocSpace.
OnlyOffice DocSpace — это облачное программное обеспечение, предлагаемое в виде SaaS и локального решения.

## OnlyOffice Workspace
Интерфейс OnlyOffice разделен на несколько модулей: Документы, CRM, Проекты, Почта, Сообщество, Календарь и Чат. Они объединены в пакет под названием OnlyOffice Groups, который вместе с OnlyOffice Docs является частью OnlyOffice Workspace.
Модуль «Документы» — это система управления документами и обмена файлами OnlyOffice. Встроенный аудио- и видеоплеер позволяет воспроизводить мультимедиа из файлов, хранящихся в OnlyOffice.
Модуль «Проекты» предназначен для управления этапами проекта: планирование, управление командой и назначение задач, мониторинг и отчетность. Модуль также включает диаграммы Ганта для иллюстрации этапов проекта и зависимостей между задачами.
Модуль «CRM» позволяет вести базы данных клиентов, отслеживать сделки и потенциальные продажи, задачи, историю взаимоотношений с клиентами. Модуль также предоставляет онлайн биллинг и отчеты о продажах.
Модуль «Почта» объединяет в себе почтовый сервер для создания почтовых ящиков на собственном домене и почтовый агрегатор для централизованного управления несколькими почтовыми ящиками.
Модуль «Календарь» позволяет планировать и контролировать личные и корпоративные события, сроки выполнения задач в проектах и CRM, отправлять и получать приглашения на мероприятия.
Модуль «Сообщество» предлагает функции корпоративной социальной сети: опросы, корпоративный блог и форумы, новости, заказы и объявления, а также мессенджер.

## Технология
OnlyOffice Docs (сервер документов) поддерживает редакторы текстовых документов, электронных таблиц, презентаций, PDF-файлов и форм и технологически основан на HTML5 Canvas, JavaScript SDK и Node.js для работы со сценариями на стороне сервера.
OnlyOffice DocSpace основан на .NET Core и последней версии. NET для серверной части и React для клиентской стороны. Другие технологические компоненты для серверной части включают в себя С#, MySQL, Kafka, ElasticSearch; для клиентского интерфейса — ES6, CSS/SASS, Mobx, Styled-Components, i18next, Webpack 4/5.
OnlyOffice Workspace включает в себя сервер документов, сервер совместной работы и почтовый сервер. Сервер совместной работы написан на ASP.NET для Windows и на Mono для Linux и дистрибутивов. Почтовый сервер основан на пакете iRedMail, который состоит из Postfix, Dovecot, SpamAssassin, ClamAV, OpenDKIM, Fail2ban.

## Десктопные и мобильные приложения OnlyOffice
Десктопная версия OnlyOffice это офлайн версия пакета для редактирования OnlyOffice. Десктопное приложение поддерживает функции совместного редактирования при подключении к порталу, Nextcloud, ownCloud, kDrive, Seafile, или Liferay. Приложение предлагается бесплатно как для личного, так и для коммерческого использования.
Десктопные редакторы кроссплатформенны и доступны для Windows XP или более поздних версий (x86 и x64), Debian, Ubuntu и дистрибутивов Linux на базе RPM, macOS 10.10 и новее, включая компьютеры, построенные на базе Apple Silicon. Помимо версий для конкретных платформ, существует также портативный вариант. Десктопные редакторы OnlyOffice доступны для установки в виде пакетов Flatpak, snap и AppImage в Linux.
Редакторы совместимы с форматами MS Office (OOXML) и OpenDocument (ODF) и поддерживают DOC, DOCX, ODT, RTF, TXT, PDF, HTML, EPUB, XPS, DjVu, XLS, XLSX, ODS, CSV, PPT, PPTX, ODP, DOTX, XLTX, POTX, OTT, OTS, OTP, и PDF-A.
Как и в онлайн редакторе, базовый набор инструментов десктопных редакторов OnlyOffice может быть расширен с помощью плагинов.
Десктопные редакторы распространяются под лицензией AGPL-3.0 для личного и коммерческого использования.
Редакторы OnlyOffice также доступны в виде мобильного приложения для iOS и Android. Приложение называется OnlyOffice Documents.
В начале 2019 года OnlyOffice объявил о запуске предварительной версии сквозного шифрования документов для разработчиков (самих файлов, онлайн редактирования и совместной работы) с использованием технологии блокчейн и включением в функциональные возможности десктопного пакета. В 2020 году разработчики анонсировали Приватные комнаты (Private Rooms) на основе алгоритма AES-256 и асимметричного шифрования RSA.
Десктопные редакторы OnlyOffice по умолчанию доступны в следующих операционных системах:
| Название       | Доступность                     |
| -------------- | ------------------------------- |
| Br OS          | Предварительно установленный    |
| Cutefish OS    | Доступно в официальном магазине |
| Deepin         | Доступно в официальном магазине |
| Escuelas Linux | Предварительно установленный    |
| Linkat         | Предварительно установленный    |
| Linspire       | Предварительно установленный    |
| Linux Mint     | Доступно в официальном магазине |
| Winux          | Предварительно установленный    |
| Manjaro        | Доступно в Pamac                |
| risiOS         | Предварительно установленный    |
| SparkyLinux    | Предварительно установленный    |
| Zorin OS       | Доступно в официальном магазине |

## История OnlyOffice
- В 2009 году группа разработчиков программного обеспечения во главе с Львом Банновым запустила проект TeamLab — платформу для внутренней совместной работы, которая включала в себя некоторые функции социальной инженерии (например, блог, форум, вики, закладки).[32]
- В марте 2012 года на выставке CeBIT TeamLab представила первые редакторы документов на базе HTML5.[18]
- В июле 2014 года Teamlab Office был официально ребрендирован в OnlyOffice, а исходный код продукта был опубликован на SourceForge и GitHub на условиях AGPL-3.0-only.[33]
- В марте 2016 года разработчики OnlyOffice выпустили десктопное приложение OnlyOffice Desktop Editors, которое позиционируется как альтернатива Microsoft Office с открытым исходным кодом.[26]
- В феврале 2017 года было запущено приложение для интеграции с ownCloud/Nextcloud.[34]
- В феврале 2018 года OnlyOffice Desktop Editors стали доступны в виде пакета оснастки.[35]
- В январе 2019 года OnlyOffice объявил о выпуске функции сквозного шифрования.[30]
- В августе 2019 года Document Builder был опубликован на GitHub под лицензией AGPL-3.0-only.[36]
- В ноябре 2019 года OnlyOffice появился на AWS Marketplace.[37]
- В январе 2020 года OnlyOffice запустила App Directory.[38]
- В сентябре 2020 года OnlyOffice провел ребрендинг своего портфеля продуктов, представив OnlyOffice Workspace, OnlyOffice Docs и OnlyOffice Groups. Компания также выпустила Groups (платформу для совместной работы) под лицензией Apache.[39]
- В октябре 2020 года OnlyOffice объявил о соответствии требованиям HIPAA.[40]
- В сентябре 2021 года OnlyOffice добавил поддержку WOPI.[41]
- В октябре 2021 года OnlyOffice получил золотую награду Cloud Computer Insider.[42]
- В январе 2022 года в проекте появился OnlyOffice Формы (OnlyOffice Forms).[43]
- В 2023 году OnlyOffice открыл новые офисы в Армении (Работа с клиентами), Сингапуре (Продажи) и Узбекистане (Разработка).[44]
- В апреле 2023 года OnlyOffice выпустил новое решение OnlyOffice DocSpace.[21]
- В августе 2023 года OnlyOffice изменил корпоративную структуру и открыл холдинговую компанию в Сингапуре.[45]
- В октябре 2023 года OnlyOffice выпустил собственный редактор PDF-файлов (PDF Editor).[46]
- В октябре 2023 года OnlyOffice получил платиновую премию на конкурсе Cloud Computing Insider Awards в категории «Управление облачным контентом» (Cloud Content Management).[47]